# Paprikaschnitzel
Paprikaschnitzel ist ein Fleischgericht der internationalen Küche aus Kalbfleisch bzw. Schweinefleisch und Gemüsepaprika bzw. Gewürzpaprika. Für die Zubereitung verwendet man in Scheiben geschnittenes Fleisch aus  der Keule.

## Varianten
Neben den Zubereitungsformen der klassischen Küche haben sich einige Varianten etabliert, die durch die Übernahme von Elementen anderer Gerichte und die alternative Verwendung von Bezeichnungen gekennzeichnet sind.
1. Das Fleisch wird großzügig mit edelsüßem Paprikapulver bestreut, in Mehl gewendet und in Butter braun angebraten. Anschließend dünstet man es in einer Mischung aus Saurer Sahne und tomatierter Demiglace gar.[1]
2. Das Fleisch wird in Butter gebraten, anschließend brät man in diesem Fett Zwiebelwürfel an, papriziert diese, und lässt sie mit Sahne verkochen. Vor dem Verzehr wird das Schnitzel mit dieser Sauce nappiert (überzogen).[1]
3. Ein Kalbsschnitzel in Mehl wenden und in Butter braten. Den Bratenfond mit Paprikasauce verkochen.[2]
4. Ein naturell gebratenes Kalbsschnitzel mit Paprikasauce übergießen oder in dieser schmoren. Es wird mit einer Zitronenscheibe angerichtet, die je zur Hälfte mit edelsüßem Paprika und gehackter Petersilie bestreut ist.[3]

Auch Fleischgerichte mit Letscho werden als Paprikaschnitzel bezeichnet.